# Катастрофа Ан-22 в Атлантике
Катастрофа Ан-22 в Атлантике — авиационная катастрофа, произошедшая в субботу 18 июля 1970 года в северной части Атлантического океана с самолётом Ан-22 «Антей» советских ВВС, при этом погибли 22 человека. Первая катастрофа Ан-22.

## Самолёт
Ан-22 с заводским номером 00340207 и серийным 02-07 был выпущен Ташкентским авиационным заводом в конце 1969 — начале 1970 года и затем передан Министерству обороны. Самолёт получил регистрационный номер CCCP-09303 и был направлен в 81-й военно-транспортный авиационный полк (базировался на аэродроме Северный в Ивановской области).

## Экипаж и пассажиры
Самолёт выполнял значительный по протяжённости перелёт, поэтому на нём находился удвоенный экипаж.
- Заместитель командира 2 АЭ — военный лётчик 1 класса майор Бояринцев Александр Яковлевич
- Командир отряда — военный лётчик 1 класса майор Агеев Евгений Александрович
- Штурман полка по десантированию — военный штурман 1 класса майор Муратов Владимир Алексеевич
- Штурман отряда — военный штурман 1 класса старший лейтенант Чемизов Геннадий Егорович
- Бортовой инженер корабля-инструктор — капитан Захаров Юрий Константинович
- Старший бортовой техник по авиационному оборудованию-инструктор — старший лейтенант Хохлов Юрий Григорьевич
- Старший бортовой техник по десантному оборудованию — младший лейтенант Елькин Валерий Михайлович
- Старший инженер по десантному оборудованию — майор Андрианов Владимир Андреевич
- Начальник группы регламентных работ авиадвигателей и турбоагрегатов — капитан Бабаков Геннадий Борисович
- Заместитель командира АЭ по инженерной авиационной службе — майор Булгаков Григорий Петрович
- Старший бортовой техник корабля — старший лейтенант Саночкин Фредерик Семёнович
- Начальник группы регламентных работ приборного оборудования и электронной автоматики — капитан Саутин Евгений Тимофеевич
- Старший техник регламентных работ приборного оборудования и электронной автоматики — старший лейтенант Сиваков Юрий Гаврилович
- Старший техник по радиотехническому оборудованию — старший лейтенант Изосимов Виктор Григорьевич
- Старший воздушный радист — старший сержант сверхсрочной службы Вакаев Игорь Максимович

Хотя в документах командиром экипажа указан Бояринцев, на самом деле он выполнял обязанности инструктора, а командиром был Агеев.
На борту также находились семь пассажиров:
- Переводчик — Фильченко Дмитрий Леонидович[4]
- Личный состав полевого госпиталя
  - подполковник медицинской службы Легков Алексей Никифорович
  - старший лейтенант Шевелюга Пётр Григорьевич
  - старшина Хилько Пётр Андреевич
  - рядовой Сатюгин Василий Степанович
  - рядовой Могульцев Александр Алексеевич
  - рядовой Бондарев Анатолий Сергеевич

## Катастрофа
31 мая 1970 года в Перу произошло катастрофическое землетрясение, в результате которого погибли около ста тысяч человек, а многие города оказались разрушены. В связи с этим советским командованием была поставлена задача по оказанию помощи перуанскому населению. В числе прочих эту задачу выполнял и 81-й ВТАП, в котором имелись тяжёлые транспортные самолёты Ан-22 «Антей». Протяжённость маршрута полёта составляла свыше 17 тысяч километров, поэтому, в связи с высокой продолжительностью полёта, самолёты управлялись двойными экипажами. К тому же это позволяло подготовить больше экипажей для полётов по международным воздушным линиям.
18 июля Ан-22 с бортовым номером СССР-09303, пилотируемый экипажем заместителя командира 2-й АЭ майора Бояринцева, выполнял один из таких полётов. С грузом продовольствия, медикаментов и с 22 людьми на борту пилотируемый экипажем Агеева самолёт вылетел из исландского аэропорта Кеблавик (Рейкьявик) и направился к следующей остановке на маршруте — Галифаксу (по другим данным — Сидни), но через 47 минут после вылета в 14:30 «Антей» исчез. На очередной сеанс связи экипаж не вышел, на вызовы не отвечал и ни в один из аэропортов на маршруте не прибыл. При этом никаких сообщений о возможных неисправностях с борта самолёта не поступало. Для поисков пропавшего борта 09303 были даже привлечены самолёты НАТО, а из Советского Союза с этой же целью прибыл Ан-12. Но всё, что удалось обнаружить, это фрагменты крышки люка контейнера спасательного плота и обрывки упаковок медоборудования. Таким образом официально был сделан вывод, что произошла катастрофа и все 22 человека на борту при этом погибли. В истории Ан-22 это первая катастрофа.

## Причины
По изучению найденных обломков был сделан вывод, что пожара на борту не было. Причина катастрофы так и не была установлена. Среди возможных версий назывались взрыв на борту, либо столкновение с аэростатом. В научно-популярной литературе иногда приводятся недостоверные сведения о том, что «Ан-22 исчез в районе Бермудского треугольника», однако это не соответствует действительности, так как катастрофа произошла над Северной Атлантикой между Исландией и Гренландией.
По версии комиссии Министерства авиационной промышленности СССР, на эшелоне произошёл взрыв наддутой избыточным давлением грузовой кабины (см. также: Катастрофа C-5 под Таншоннятом). После катастрофы борта 09303 полёты самолётов Ан-22 с наддутой грузовой кабиной были прекращены. В ходе расследования произошедшей через 5 месяцев катастрофы Ан-22 борт 09305 в Индии, причиной которого стало отделение одной из лопастей винта, комиссия МАП пришла к мнению, что в случае с бортом 09303 также произошло отделение лопасти воздушного винта, которая пробила фюзеляж, вызвав взрывную декомпрессию.
В память о погибших установлены памятники на Новодевичьем кладбище (Москва) и в Лиме (Перу).